# O Estranho Caso de Angélica
O Estranho Caso de Angélica é um filme de 2010 do género drama fantástico. Co-produzida internacionalmente (entre Portugal, França, Espanha e Brasil), a longa-metragem é realizada e escrita por Manoel de Oliveira. Oliveira concebeu a ideia para o argumento em 1946 e escreveu-o inicialmente em 1952. A narrativa acompanha Isaac (interpretado por Ricardo Trêpa), um fotógrafo que é chamado de urgência por uma família rica para fazer o último retrato de Angélica (personificada por Pilar López de Ayala), uma jovem que faleceu após o seu casamento.
Foi o filme de abertura da secção Un certain regard no Festival de Cannes, a 13 de maio de 2010. A sua distribuição comercial iniciou-se em França a 6 de março de 2011. O Estranho Caso de Angélica chegou às salas de cinema portuguesas a 28 de abril de 2011 e brasileiras a 30 de agosto de 2013.

## Sinopse
Em Portugal, na década de 50, Isaac, um jovem fotógrafo sefardita, é inquilino na modesta pensão de Dona Rosa, em Peso da Régua. Numa noite de tempestade, acorda subitamente quando é chamado com urgência por uma família abastada para uma missão inusitada: tirar o último retrato da filha, Angélica, uma jovem que morreu logo após o seu próprio casamento. Deslocando-se a uma Quinta, Isaac encontra a família enlutada da jovem. Numa sala, o fotógrafo «descobre» Angélica, ficando deslumbrado com a sua beleza. Para seu assombro, no momento em que a olha através da objetiva tentando focar a imagem, Angélica parece ganhar vida só para ele. Por breves segundos, ela pisca os olhos e sorri-lhe.
No dia seguinte, o fotógrafo regressa à atividade que o trouxe à região do Douro e sai para documentar os antigos métodos de trabalho nas vinhas, com especial atenção aos chamados "cavadores da terra". Mas Isaac não consegue esquecer a imagem de Angélica e sente-se magicamente assombrado pela jovem. Vive perseguido pelo poder encantador das sucessivas aparições do fantasma de Angélica, que o deixam profundamente apaixonado. Gradualmente, o fotógrafo exausta-se e distancia-se cada vez mais do meio que o rodeia e da vida e rotina social, até que acaba por sucumbir sem aparente explicação.

## Elenco
- Ricardo Trêpa, como Isaac.
- Pilar López de Ayala, como Angélica.[13]
- Leonor Silveira, como a Mãe de Angélica.
- Luís Miguel Cintra, como o Engenheiro.
- Isabel Ruth, como a Criada da Família de Angélica.
- Sara Carinhas, como Freira Maria.
- Susana Sá, como D. Rosa.
- Ana Maria Magalhães, como Clementina.
- Filipe Vargas, como o Marido de Angélica.
- Ricardo Aibéo, como o Mendigo.
- Carmen Santos, como a Mulher do Fotógrafo.
- Adelaide Teixeira, como Justina.
- Paulo Matos, como o Homem da Gabardine.
- José Manuel Mendes, como Dr. Matias.
- Sofia de Portugal, como a Enfermeira.
- António Reis, como Tio de Angélica.

## Equipa técnica
- Realização e argumento: Manoel de Oliveira[4]
- Produção: François d'Artemare[14]
- Produtor executivo: João Montalverne
- Direção de fotografia: Sabine Lancelin[15]
- Montagem: Valérie Loiseleux
- Guarda-roupa: Adelaide Maria Trêpa
- Som: Henri Maikoff
- Música: Maria João Pires
- Pós-produção: Mireia Ibars

## Produção

### Desenvolvimento
No longo intervalo que se seguiu à produção de Aniki Bóbó, em 1946, falece dias depois do seu casamento Maria Antónia, uma prima de Maria Isabel  Carvalhais, esposa de Manoel de Oliveira. Este evento terá inspirado o realizador para escrever, em 1952, um argumento com o título Angélica. A narrativa fora originalmente concebida como uma resposta à Segunda Guerra Mundial, sendo Isaac um fotógrafo judeu refugiado recém-chegado a Portugal, numa tentativa de escapar ao conflito. O guião incluía uma discussão sobre a perseguição aos judeus e as origens do antissemitismo.
Oliveira submeteu o projeto à apreciação do Secretariado Nacional de Informação, órgão de censura prévia do Estado Novo. O realizador nunca viria a obter uma resposta desse instrumento do Estado. Manoel de Oliveira considerou que "Uma história como esta não tinha nada que agradasse ao regime. Não lhe servia, nem do ponto de vista político, nem como distração para o povo […]. O argumento deve ter-lhes parecido a denúncia velada de um governo totalitário que cortava as asas à liberdade". Angélica foi um dos projetos de Manoel de Oliveira, cujo financiamento fora sucessivamente negado, forçando-o a um hiato de 14 anos até O Pintor e a Cidade.

### Angélica (1954): Un découpage
Em 1988, a Cinemateca Portuguesa (Lisboa) publica a obra Alguns projectos não realizados e outros textos - Manoel de Oliveira, na qual se inclui a planificação de Angélica e de outros projetos como Bruma (1931), Os Gigantes do Douro (1934), Prostituição (1940) e Saltimbancos (1944). Numa das cenas do documentário Oliveira, l'Architecte, gravado em 1992, Oliveira conta detalhadamente o episódio que inspirou o argumento de Angélica, assumindo o desgosto por nunca ter realizado o projeto.
Quatro décadas depois da sua escrita, o argumento do filme seria publicado, com o título Angélica (1954): Un découpage, pela editora francesa Dis-Voir (Paris) em 1993, com uma edição inglesa em 1998. No prefácio desta edição, Manoel de Oliveira descreve como o falecimento de Maria Antónia inspirou a narrativa: "Recebemos um telefonema […] informando-nos que Maria Antónia se teria sentido mal. […] Como sabia que eu tinha sempre uma câmara fotográfica no porta-luvas do automóvel, pediu-me para fazer uma fotografia, dizendo que a morta estava muito bonita […] A minha câmara era uma Leica anterior à guerra, cujo foco era obtido através de um visor onde a imagem se desdobra e se sobrepõe […]. Este exercício específico de foco deu-me a estranha impressão de ver uma alma a sair do corpo".

### Pré-produção
Já no século XXI, o produtor francês Leon Cakoff convence Manoel de Oliveira a regressar ao projeto de Angélica. Na sua abordagem ao argumento, o realizador quis manter o essencial da história, uma vez que, como afirmou "os judeus eram perseguidos pelos alemães, agora são perseguidos pelos muçulmanos, e o mundo continua em guerra". Ainda assim, procurou adaptar o argumento com elementos contemporâneos e a planificação às possibilidades que o cinema não apresentava nos anos 50. 
O Estranho Caso de Angélica é o resultado de uma produção internacional entre as empresas Filmes do Tejo II (Portugal), Eddie Saeta SA (Espanha), Les Films de l’Après-Midi (França) e Mostra Internacional de Cinema de São Paulo (Brasil). A obra contou com a participação financeira do Instituto do Cinema e do Audiovisual, RTP, Centre National du Cinéma et de l’Image Animée, Fundação Calouste Gulbenkian, Programa Ibermedia, Instituto de la Cinematografía y de las Artes Audiovisuales e do Fundo Nacional de Cultura do Ministério da Cultura do Brasil.

## Temas e estética
Característico do cinema de Oliveira, O Estranho Caso de Angélica é rico em intermedialidade com a literatura e a pintura. As citações de Antero de Quental e excertos recitados de As encruzilhadas de Deus (José Régio, 1936) ajudam a definir a atmosfera do filme. O modo como o filme representa o espírito e o amor dos personagens através das fotografias do protagonista sugere a ideia de que apenas a arte revela a verdade. Desse ponto de vista, a alma da imagem do cinema transcende à sua materialidade dos corpos e da película.
O filme, propositadamente, desorienta entre passado e presente: por um lado, a pensão de Rosa e a Quinta da família de Angélica parecem reportar para os anos 50, mas outros aspetos, como as preocupações contemporâneas com a crise económica na conversa entre os hóspedes intelectuais, transportam os espetadores para o presente. O autor assumiu a preponderância do tema: "Veja a Europa neste momento e em particular a Espanha e Portugal, é algo terrível. […] Tudo isso está ligado aos meus pensamentos, mesmo que eu não queira."
 

Há vários outros indícios de que a obra reflete sobre a passagem do tempo, as consequentes transformações desse movimento constante e a inevitabilidade da morte. Fá-lo, por exemplo, através do registro de Isaac dos trabalhadores braçais, contrapostos à maquinaria da modernidade. Mas acima de tudo, com O Estranho Caso de Angélica, Oliveira reflete sobre a história da arte cinematográfica e revisita os seus primórdios, na sua relação com a fotografia e na possibilidade de essas duas artes conservarem a beleza e manter uma aura, no sentido do pensamento de Walter Benjamin. Oliveira elimina qualquer contra senso e abraça todas as formas de cinema com perspicácia, utilizando CGI pela primeira vez na sua carreira. Oliveira disse que o cinema hoje é "o mesmo que era para Lumière, para Méliès e Max Linder. Aí você encontra o realismo, o fantástico e o cómico. Não há mais nada a acrescentar a isso, absolutamente nada".

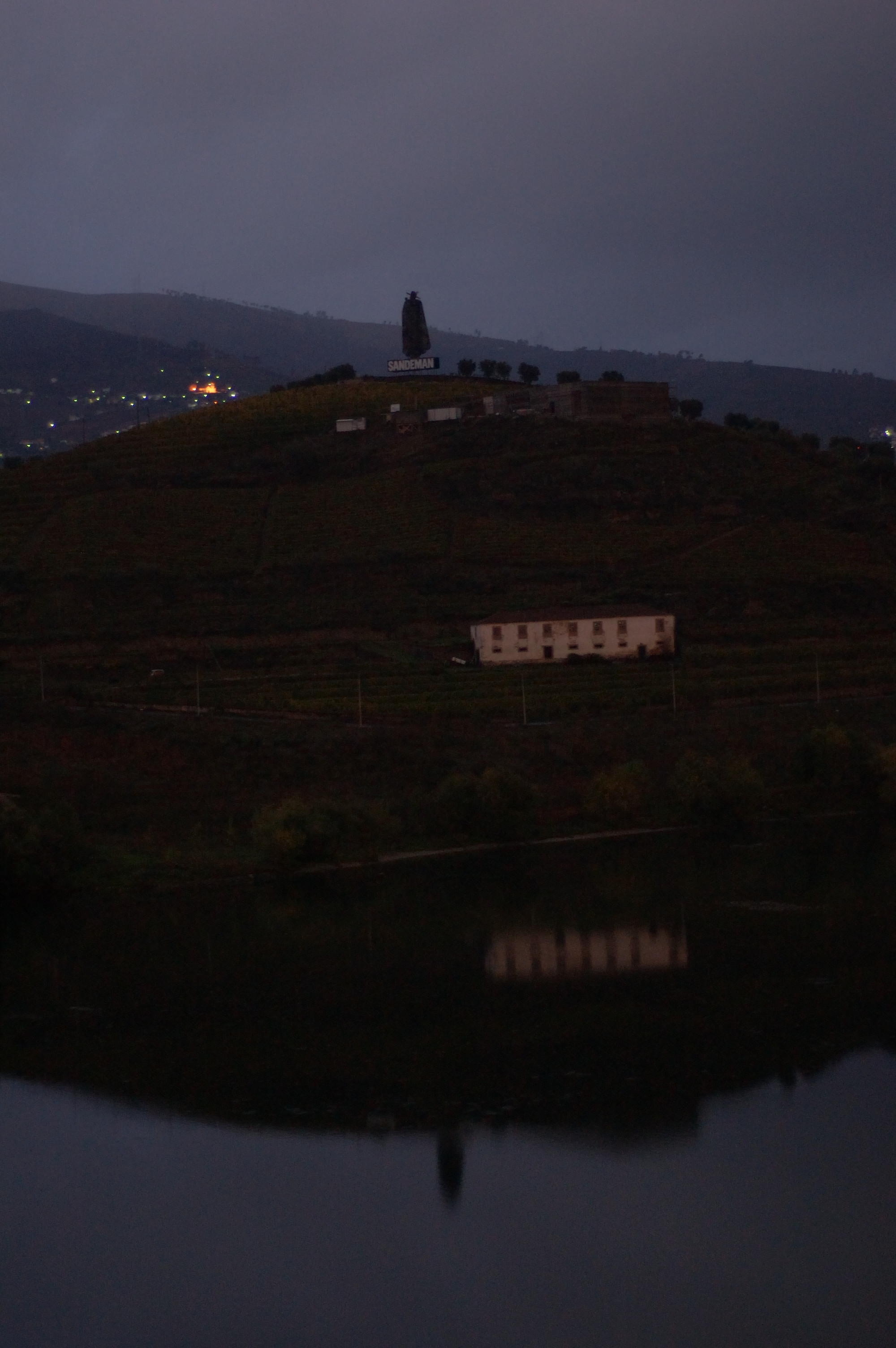
A paisagem noturna de Peso da Régua, que Manoel de Oliveira filma numa referência a Georges Méliès.

O longo travelling lateral a preto e branco em que Angélica e Isaac sobrevoam horizontalmente a paisagem noturna e sem chuva de Peso da Régua e do Rio Douro é uma das cenas mais comentadas do filme. A sua estética foi comparada com a de Georges Méliès. O tom é voluntariamente fantástico, amoroso, ingénuo e nostálgico.
Vários elementos do filme foram também associados a referências hitchcockianas, nomeadamente a filmes como Rebecca (1940). Em O Estranho Caso de Angélica surgem diversos planos sobre-enquadrados por binóculos e objetivas fotográficas nos quais Manoel de Oliveira se serve da tecnologia para atualizar esta estética mais característica dos filmes da década de 50.
A flor branca aparece recorrentemente como um dos motivos centrais do filme, sugerindo pureza como no culto mariano e no ideal feminino. Na cena em que o casal protagonista voa sobre a Régua, Isaac apanha do rio e entrega a Angélica uma flor branca. Na cena seguinte, durante o pequeno-almoço, Isaac está absorto na recordação do sonho, fixando uma flor branca que enfeita uma jarra. Esta imagem associa-se diretamente a Angélica, ela também sempre usando o seu branco vestido de noiva. Angélica surge também como símbolo de presságio, loucura e morte. Há inúmeras referências sonoras à morte ao longo da obra: as melopeias, cantadas pelos cavadores das vinhas do Douro; os sinos da igreja no cortejo fúnebre; os cânticos religiosos do coro feminino; o trinar do pintassilgo, como premonição; o som do apito do comboio; e os cânticos populares das crianças no olival, antes de encontrarem Isaac prostrado no solo.

## Distribuição

### Lançamento
O Estranho Caso de Angélica foi selecionado para edição de 2010 do Festival de Cinema de Cannes, onde estreou na abertura da secção Un certain regard a 13 de maio. França foi o primeiro país onde o filme teve distribuição comercial, pela Epicentre Films. Estreou a 6 de março de 2011. Em Portugal, a obra ante-estreou a 27 de abril do mesmo ano, numa sessão no Auditório da Fundação de Serralves. Distribuído pela ZON Lusomundo Audiovisuais, o filme teria estreia comercial no dia seguinte. No ano 2011, O Estranho Caso de Angélica foi também lançado comercialmente em países como Espanha (pela Karma Films) e Holanda (pela Amstelfilm). Nas salas de cinema brasileiras, a obra estreou a 30 de agosto de 2013.

### Festivais
Após a sua estreia no Festival de Cinema de Cannes, o filme percorreu um longo circuito de Festivais internacionais de cinema, dos quais se destacam os seguintes:
- Festival Internacional de Cinema de Karlovy Vary (República Checa, 4 de julho de 2010).
- Era New Horizons Film Festival (Polónia, 28 de julho de 2010).
- Festival Internacional de Cinema de Melbourne (Austrália, 3 de agosto de 2010).
- Festival Internacional de Cinema de Toronto (Canadá, 11 de setembro de 2010).
- Festival de Cinema de Nova Iorque (EUA, 3 de outubro de 2010).[16]
- Hamburg Film Festival (Alemanha, 5 de outubro de 2010).
- 34ª Mostra Internacional de Cinema de São Paulo (Brasil, 21 de outubro de 2010).[23]
- Viennale (Áustria, 1 de novembro de 2010).[13]
- Oslo International Film Festival (Noruega, 20 de novembro de 2010).
- Festival de Cinema Luso-Brasileiro (Portugal, 12 de dezembro de 2010).
- Festival Internacional de Cinema de Roterdão (Holanda, 28 de janeiro de 2011).[33]
- Hong Kong International Film Festival (Hong Kong, 23 de março de 2011).

## Receção

### Audiência
Aquando a sua estreia em França, O Estranho Caso de Angélica recebeu 32.674 de espetadores em sala. Este foi o país europeu onde o filme foi mais visto. Seguiu-se Espanha, com 6.019 espetadores, e Portugal, com um total de 2.724 espetadores em 2011. O filme teve uma receita internacional correspondente a cerca de 123.500€.

### Crítica
O Estranho Caso de Angélica recebeu, de forma geral, comentários positivos pela crítica especializada. No agregador de críticas Rotten Tomatoes, o filme mantém um rating de aprovação de 85%, baseado em 27 críticas, com um rating médio de 7.60/10. Num outro agregador, Metacritic, que atribui uma classificação até 100 a partir das publicações de críticos de cinema convencionais, o filme recebeu uma pontuação de 75, com base em 8 críticos, indicando "críticas geralmente favoráveis".
Em Portugal, os vários críticos do Público escreveram textos elogiativos, excetuando Vasco Câmara que se revelou menos impressionado. Luís Miguel Oliveira atribui 4 estrelas ao filme (em 5), impressionado pelo modo como a obra se assume atraída pelo meio cinemático: "Talvez não se exagere muito se, desse ponto de vista, se disser que se trata dos filmes mais confessionais de Oliveira". Para Jorge Mourinha, é esta visão da história e génese do cinema que atribui charme e validade ao filme.
No Brasil, o filme foi igualmente bem recebido. José Geraldo Couto, do Instituto Moreira Salles, expande a ideia comentada por Mourinha, defendendo que o encanto de O Estranho Caso de Angélica reside no modo como Manoel de Oliveira mantém um pé ancorado no cinema realista prosaico e ao simultaneamente explora uma abordagem da fantasia. Luiz Santiago (Plano crítico) define a obra de "cinema puro e muitíssimo particular" e Sérgio Alpendre (Folha de S. Paulo) defende que "ninguém mais filma como Oliveira. Suas marcas autorais são inconfundíveis: os enquadramentos simétricos, a frontalidade em muitas cenas, a câmera que pouco se movimenta, os personagens que surgem inesperadamente da sombra ou de fora do quadro, o humor peculiar, o claro-escuro, a preocupação com o texto". Bruno Carmelo, na plataforma Adoro Cinema, escreve que a longa-metragem está repleta de uma metalinguagem cinemática que representa "um coquetel irresistível aos cinéfilos mais românticos".
Em publicações internacionais, os críticos revelaram-se impressionados por aspetos semelhantes, como Kevin Thomas do Los Angeles Times e A. O. Scott do The New York Times enaltecem a simplicidade e inteligência com Manoel de Oliveira equilibra o misticismo e o quotidiano ao longo do filme. Keith Uhlich (Time out) descreveu do seguinte modo o travelling em que Angélica e Isaac sobrevoam Régua: "é provavelmente uma das mais estimulantes visões do doce abraço da morte alguma vez filmados".

###### Listas de melhor filme
Publicações incluíram O Estranho Caso de Angélica entre os dez primeiros lugares em listas de melhores filmes. Elas estão listadas abaixo, por ordem de classificação:
- 2º lugar: Cahiers du Cinéma, Melhores filmes de 2011;
  - Empatado com The Tree of Life.[46]
- 8º lugar: The New Yorker, Melhores filmes de 2010.[9]
- 10º lugar: Cahiers du Cinéma, Melhores filmes de 2010-19.[47]
- 10º lugar: Festival Internacional de Cinema de Toronto, Melhores filmes de 2010-19;
  - Empatado com A Torinói ló e Beoning.[48]